# 와카고촌
와카고촌(若郷村)은 일본 도쿄도 오시마 지청 관내에 설치되었던 촌이다. 현재의 니지마촌의 일부에 해당한다.